# Aleksej Drejev

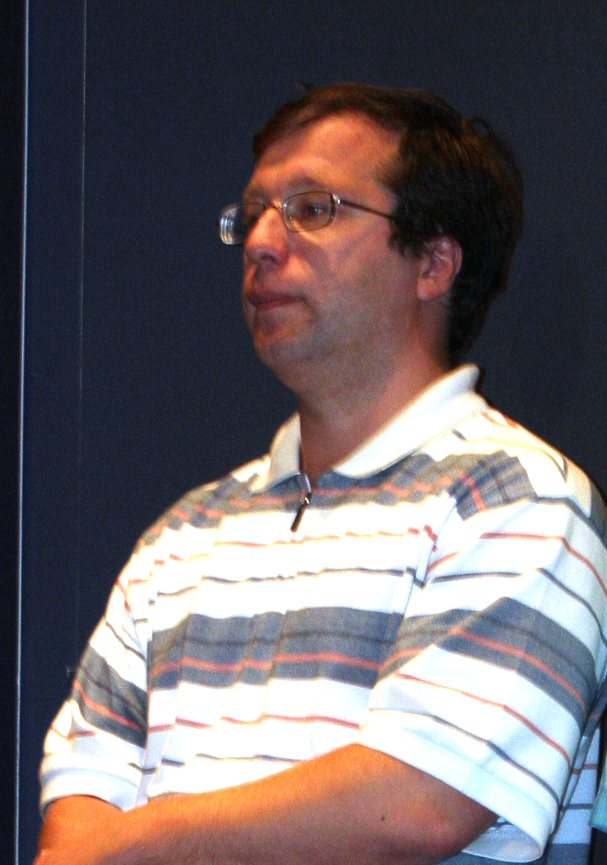
Aleksej Drejev

Aleksej Sergejevitsj Drejev (Russisch: Алексей Сергеевич Дреев; Stavropol, 30 januari 1969) is een Russische schaker. In 1990 werd hij internationaal grootmeester.
Aleksej Drejev is een groot kenner van de Meraner variant in de schaakopening Slavisch, waarover hij in 2011 een boek geschreven heeft.
| 8 | rd                       |    | bd | qd | kd | bd |    | rd |
| 7 | pd                       | pd |    | nd |    | pd | pd | pd |
| 6 |                          |    | pd |    | pd | nd |    |    |
| 5 |                          |    |    |    |    |    |    |    |
| 4 |                          |    | bl | pl |    |    |    |    |
| 3 |                          |    | nl |    | pl | nl |    |    |
| 2 | pl                       | pl |    |    |    | pl | pl | pl |
| 1 | rl                       |    | bl | ql | kl |    |    | rl |
|   | a                        | b  | c  | d  | e  | f  | g  | h  |
|   | Slavisch: Meranervariant |    |    |    |    |    |    |    |

## Jeugdjaren
Aleksej Drejev leerde schaken van zijn vader toen hij zes jaar oud was. Hij was een veelbelovend talent en werd enige tijd getraind door IM Mark Dvoretsky.

## Schaakcarrière
- In 1983 en 1984 was Drejev was wereldjeugdkampioen in de categorie tot 16 jaar, in 1988 won hij het Europees schaakkampioenschap voor junioren.[1]
- In 1989 werd hij grootmeester, won een sterk bezet toernooi in Moskou (+5 =5 −1) en nam voor het eerst deel aan het kampioenschap van Rusland.[1]
- In de cyclus voor het wereldkampioenschap van 1993, kwalificeerde hij zich in 1990 via het interzonetoernooi in Manilla voor het kandidatentoernooi, waarin hij in 1991 via een match werd uitgeschakeld door Viswanathan Anand[1] in Chennai (+1 =5 −4).
- In 1995 won hij het grootmeestertoernooi in Biel (+5 =8 −0) en ook het Hoogovens-toernooi (+9 =4 −1), waarin hij in de finale Jevgeni Barejev met 2,5-1,5 versloeg.
- Hij won het Reggio Emilia-toernooi van 1995/96.
- In 1997 werd hij in Groningen in de kwartfinales van de strijd om het FIDE-wereldkampioenschap uitgeschakeld door Boris Gelfand. In de opvolgende vier toernooien om het wereldkampioenschap werd hij uitgeschakeld na het bereiken van 'de laatste zestien'; in 1999 (Las Vegas) door Michael Adams, in 2000 (New Delhi) door Veselin Topalov, in 2001 (Moskou) door Viswanathan Anand, en in 2004 (Tripoli) door Leinier Dominguez.
- In 2000 won Drejev het eerste Europese kampioenschap blitzschaak in Neum, na tiebreak tegen Ivan Sokolov.[2]
- Hij won toernooien in Dos Hermanas (2001) en in Esbjerg (2003).
- In 2002 nam hij deel aan de match "Rusland versus de rest van de wereld"; hij behaalde een positieve score, maar het Russische team verloor desondanks.
- Op het "Biel Chessfestival" in 2002 eindigde hij als tweede en een jaar later werd hij winnaar van het Open Moskou Blitz toernooi met 500 deelnemers dat in de openlucht in het Museonpark gehouden werd.
- Zijn beste score op een Russisch kampioenschap was in 2004 in Moskou, hij werd toen derde (+4 =5 −2); dit toernooi werd gewonnen door Garri Kasparov.
- In 2004 won hij met acht andere schakers onder wie Jan Timman en Jaan Ehlvest het Reykjavik open. Het rapidschaak-toernooi werd gewonnen door Garri Kasparov.
- In 2004 speelde hij mee in de Rusland-Chinamatch die in Moskou gehouden werd. China kwam als winnaar uit de bus met 37,5 tegen 34,5 punten. Aleksej haalde 4 punten binnen voor zijn land.
- In november 2004 speelde hij mee in het toernooi om het 57e kampioenschap van Rusland en eindigde met 5,5 punt uit 10 op de derde plaats. Garri Kasparov werd met 7,5 punt kampioen terwijl Aleksandr Grisjtsjoek met 6 punten tweede werd.
- In december 2004 werd het Tigran Petrosjan Internet Memorial gehouden, een toernooi tussen vier landen. China werd hierbij eerste met 14 punt, Frankrijk bezette de tweede plaats met 13 punten, Frankrijk werd met eveneens 13 punten derde en Armenië werd vierde met 8 punten.
- In juni 2005 werd door Drejev deelgenomen aan het 29e open toernooi Vicente Bonil, dat met 7,5 uit 9 gewonnen werd door Alexis Cabrera. Op de tweede plaats eindigde Francisco Vallejo Pons met 7,5 punt terwijl Aleksej Drejev met 7 punten derde werd.
- In oktober 2005 speelde hij mee in het Karabach toernooi en eindigde daar met 3,5 uit 9 op de laatste plaats.
- Van 31 oktober t/m 11 november 2005 speelde Drejev mee in het wereldkampioenschap schaken voor landenteams dat in Beër Sjeva verspeeld werd. Het Russische team werd met 22 punten kampioen.
- In 2007 won hij het 5e Parsvnath Open in New Delhi.[3]
- Drejev won in 2008 het Magistral Casino de Barcelona round-robintoernooi.[4]
- In 2011 won hij via de tiebreak het Cento Open.[5]
- Drejev won in 2012 in Warschau het Europees kampioenschap rapidschaak.[6]
- In mei 2013 werd hij gedeeld 1e–8e met Aleksandr Mojsejenko, Jevgeny Romanov, Oleksandr Beljavsky, Constantin Lupulescu, Francisco Vallejo Pons, Sergej Movsesian, Ian Nepomniachtchi, Hrant Melkoemjan en Jevgeni Aleksejev in het Europees kampioenschap schaken.[7]
- In 2013 nam hij deel aan de Wereldbeker Schaken in Tromsø, waar hij in ronde 1 won van Sergei Azarov en in ronde 2 van Wang Hao. In de derde ronde werd hij uitgeschakeld door de uiteindelijke verliezend finalist Dmitry Andreikin.
- In oktober 2013 won Drejev in Jakarta het derde Open Schaakkampioenschap van Indonesië.[8]
- In januari 2016 werd Drejev gedeeld eerste met Baskaran Adhiban en Eltaj Safarli in het Tata Steel Challengers toernooi in Wijk aan Zee. Maar na tiebreak ging Adhiban door naar het Tata Steel Masters toernooi.[9]
- In najaar 2018 won Drejev het A-toernooi in St. Louis (VS), met 6,5 pt. uit 9, een punt boven de nummer twee, Lázaro Bruzón.[10]

Tussen 1992 and 2004 was Drejev vijf keer lid van het Russische team bij een Schaakolympiade, waarbij Rusland goud won in 1992, 1994 en 1996, en zilver in 2004. Zijn cumulatieve score bij deze deelnames is +15 =23 −6 (60.2%).

## Boeken
- Dreev, Alexey (2007). My One Hundred Best Games. Chess Stars. ISBN 978-9548782555.
- Dreev, Alexey (2010). The Moscow & Anti-Moscow Variations. An Insider's View. Chess Stars. ISBN 978- 954-8782-74-6.
- Dreev, Alexey (2011). The Meran & Anti-Meran Variations. An Insider's View. Chess Stars. ISBN 978-9548782807.
- Dreev, Alexey (2013). Dreev vs. the Benoni. Chess Stars. ISBN 978-9548782920.
- Dreev, Alexey (2014). Anti-Spanish - The Cozio Defence. Chess Stars. ISBN 978-619-7188-01-1.
- Dreev, Alexey (2015). Attacking the Caro-Kann. Chess Stars. ISBN 978-6197188042.
- Dreev, Alexey (2018). Improve Your Practical Play in the Middlegame. Thinkers Publishing. ISBN 978-9492510310.

## Chessgames.com Schaakdatabase
In de schaakdatabase van Chessgames.com staan 2727 partijen (peildatum juni 2020) die in de loop van de jaren door Aleksej gespeeld zijn: hij won 688 partijen, verloor er 261 en speelde 1005 keer remise. Zijn winstpercentage is 60,9.